# Urburschenschaft

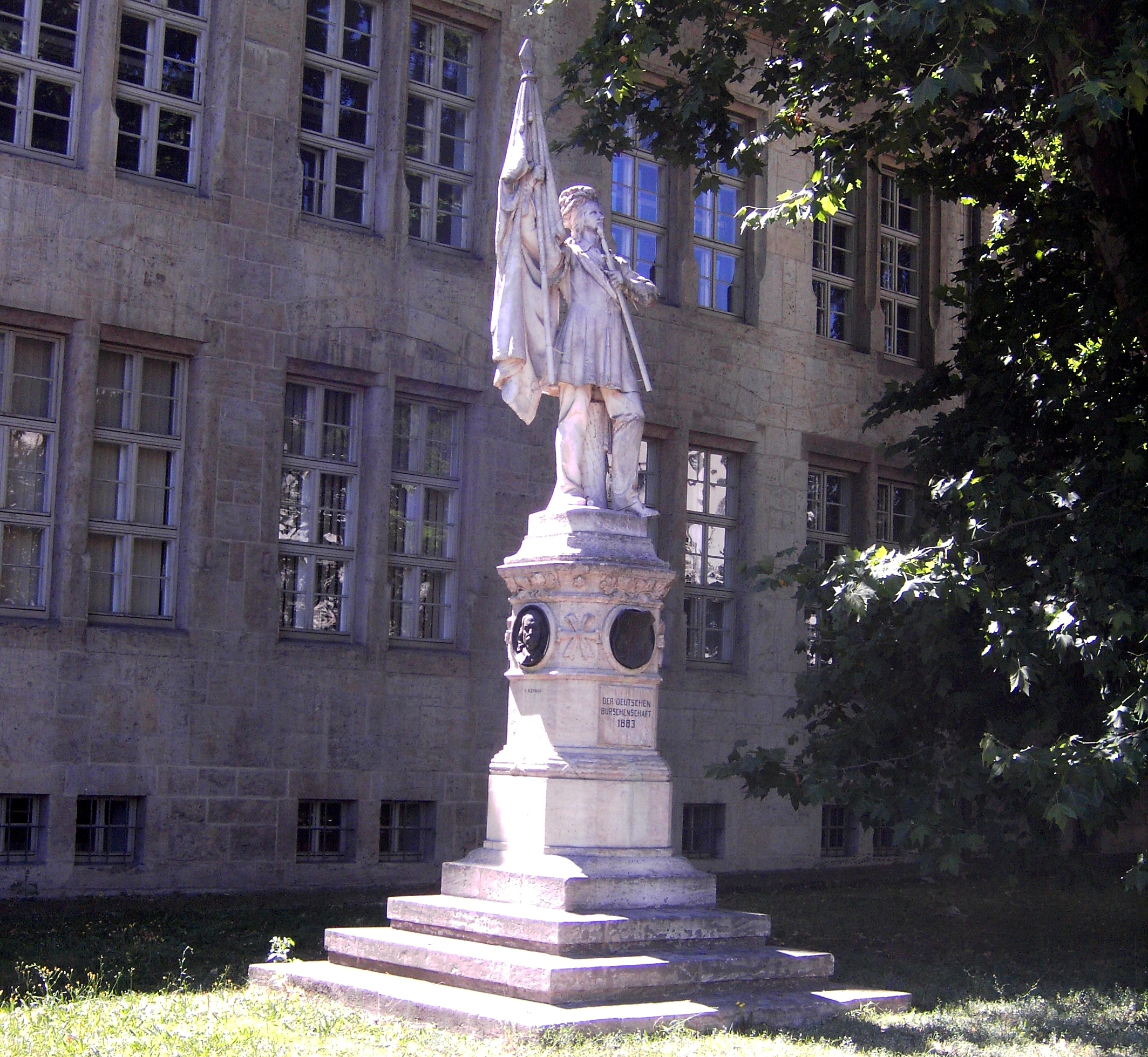
Monumento em Jena à Urburschenschaft

A bandeira tricolor de 1816 da fraternidade

A Urburschenschaft foi a primeira Burschenschaft, um tipo tradicional de Studentenverbindung alemã.
Foi fundada em 1815 em Jena, em Turíngia, na Alemanha. Adotou o preto, o vermelho e o dourado como as suas cores, futuramente, as cores nacionais da Alemanha. Outras Burschenschaften foram fundadas no início do século XIX, como associações de estudantes universários inspirados pelos ideais da Urburschenschaft - ideias liberais e nacionalistas.
A Urburschenschaft de Jena teve como membros 859 estudantes ativos, aproximademente 60% de todos os estudantes da universidade de Jena, entre 1815 e 1820. Um dos seus primeiros membros foi Heinrich von Gagern, o presidente do Parlamento de Frankfurt em 1848-49.